# Krutxónaia
Krutxónaia (en rus: Кручёная) és un poble de l'óblast de Rostov, a Rússia, que en el cens del 2010 tenia 7 habitants, pertany al districte de Salsk.